# Seillac

Seillac este o comună în departamentul Loir-et-Cher, Franța. În 1 ianuarie 2018 avea o populație de 110 de locuitori.